# Il Pompeo
Il Pompeo est un dramma per musica en trois actes du compositeur italien Alessandro Scarlatti. Il est écrit en 1682 alors que Scarlatti n'a que 22 ans. L'œuvre est son quatrième opéra et premier sur un sujet sérieux. L'opéra utilise le livret italien de Nicolò Minato, déjà utilisé par Francesco Cavalli pour son opéra Pompeo Magno en 1666. La pièce est créée au Teatro di Palazzo Colonna à Rome, le 25 janvier 1683.
Après Rome, l'opéra est repris à Naples en 1684, Ravenne en 1685, Livourne en 1688 et Palerme en 1690.

## Rôles
| Rôle                              | Type de voix               | Création le 25 janvier 1683 |
| --------------------------------- | -------------------------- | --------------------------- |
| Pompeo                            | ténor                      |                             |
| Giulio Cesare                     | basse                      |                             |
| Giulia, la fille de Giulio Cesare | contralto castrat travesti |                             |
| Scipion Servilio, aimé par Giulia | soprano castrat            |                             |
| Mitridate                         | ténor                      |                             |
| Issicratea, femme de Mitridate    | castrat soprano travesti   |                             |
| Sesto, fils de Pompeo             | castrat alto               |                             |
| Claudio, fils de Giulio Cesare    | castrat soprano            |                             |
| Harpalia, l'esclave de Issicratea | ténor travesti             |                             |
| Farnace, fils de Mitridate        | castrat soprano            |                             |

## Manuscrit
- Bibliothèque Royale de Bruxelles, B-Br Ms II 3962 Mus (Fétis 2519).

## Discographie
- O cessate di piagarmi - Tito Gobbi (EMI/Warner Icon)
- O cessate di piagarmi [aria de l'acte II], dans Quella Fiamma : arie antiche - Ensemble Orfeo 55, Nathalie Stutzmann, contralto et direction (août 2016, Erato) (OCLC 1038582686)